# Maria Karczewska (entomolog)
Maria Karczewska (ur. 14 sierpnia 1928 we Lwowie, zm. 16 kwietnia 2017 w Dąbrówce) – polska entomolog, docent doktor habilitowana.

## Życiorys
W 1951 ukończyła studia w Wyższej Szkole Rolniczej we Wrocławiu, w 1964 obroniła tam doktorat. W 1980 habilitowała się na Akademii Rolniczej w Poznaniu i pozostała na tamtejszej uczelni jako docent. Specjalizowała się w entomologii stosowanej i afidologii, prowadziła badania nad bionomią szkodników roślin sadowniczych, głównie mszyc (Aphididae). Opracowała bionomię wybranych gatunków mszyc występujących na drzewach i krzewach owocowych, jest autorką kilkunastu oryginalnych prac naukowych. Przez wiele lat była członkiem Polskiego Towarzystwa Entomologicznego.

## Ordery i odznaczenia
- Krzyż Kawalerski Orderu Odrodzenia Polski (1976)
- Złoty Krzyż Zasługi (1973)